# 馬里波薩 (加利福尼亞州)
馬里波薩（英語：Mariposa），在西班牙語中是「蝴蝶」的意思。位於美國加利福尼亞州馬里波薩縣，是一個人口普查指定地區，也是其郡治。

## 地理
馬里波薩的座標為37°29′06″N 119°57′59″W / 37.48500°N 119.96639°W，而該地最高點為海拔高度594米（即1949英尺）。

## 人口
根據2010年美國人口普查的數據，馬里波薩的面積為33.361平方千米，當中陸地面積為33.282平方千米，而水域面積為0.078平方千米。當地共有人口2173人，而人口密度為每平方千米65人。